# Žlunice
Žlunice (en allemand : Schlunitz) est une commune du district de Jičín, dans la région de Hradec Králové, en République tchèque. Sa population s'élevait à 226 habitants en 2022.

## Géographie
Žlunice se trouve à 6 km au sud-ouest de Vysoké Veselí, à 15 km au sud-sud-est de Jičín, à 34 km à l'ouest-nord-ouest de Hradec Králové et à 72 km à l’est-nord-est de Prague.
La commune est limitée par Kozojedy au nord, par Sběř et Vinary à l'est, par Sekeřice et Kněžice au sud, et par Chroustov et Slavhostice à l'ouest.

## Histoire
La première mention écrite de la localité date de 1323.

## Transports
Par la route, Žlunice se trouve à 18 km de Jičín, à 41 km de Hradec Králové et à 95 km de Prague. 